# Joy (yacht)
M/Y Joy är en superyacht tillverkad av Feadship i Nederländerna. Hon färdigställdes 2016. Den var byggd åt den indiske entreprenören Sameer Gehlaut. År 2019 blev den köpt av den amerikanske idrottaren och entreprenören Michael Jordan för 60 miljoner brittiska pund.
Superyachten designades exteriört av Bannenberg & Rowell medan interiören designades av Studio Indigo. Joy är 70 meter lång och har en kapacitet upp till 12 passagerare fördelat på sju hytter. Den har en besättning på 19 besättningsmän.